# Nguyễn Phúc Bửu Lũy
Nguyễn Phúc Bửu Lũy (còn có âm đọc là Bửu Lỗi) (chữ Hán: 阮福寶𡾊; 1885 – 1902), tước phong Mỹ Hóa công (美化公), là một hoàng tử con vua Dục Đức nhà Nguyễn trong lịch sử Việt Nam.

## Tiểu sử
Hoàng tử Bửu Lũy là con trai út của vua Dục Đức, không rõ mẹ là ai. Khi vua Dục Đức bị phế, các hoàng tử con ông phải theo mẹ về quê. Đến khi vua Thành Thái lên ngôi mới cho đón mẹ là bà Phan Thị Điều và các hoàng đệ vào cung.
Năm Thành Thái thứ 9 (1897), tháng 11 (âm lịch), vua ngự giá Nam tuần, cả 3 hoàng đệ là Bửu Tán, Bửu Kiêm và Bửu Lũy đều được theo hầu.
Năm Thành Thái thứ 14 (1902), tháng 3 (âm lịch), hoàng đệ Bửu Lũy mắc bạo bệnh rồi mất, hưởng dương 18 tuổi. Tháng sau, vua Thành Thái truy tặng cho ông làm Mỹ Hóa Quận công (美化郡公), ban tên thụy là Tĩnh Nhã (靜雅). Công tôn Bửu Giới (cháu nội của Thụy Thái vương Hồng Y, cha của vua Dục Đức) được sung làm người giữ việc tế tự phòng của quận công Bửu Lũy. Tháng 12 (âm lịch) năm đó, vua chuẩn cho cấp 3000 quan tiền dựng phủ thờ cho ông.
Tháng 7 năm thứ 15 (1903), phòng Mỹ Hóa Quận công được ban cho bộ chữ để đặt tên cho các con cháu. Công tôn Bửu Giới được đổi tên thành Vĩnh Tỳ (đồng nghĩa với việc hạ xuống một đời), tháng 11 năm thứ 16 (1904) thì ân chuẩn cho tập phong Kỳ ngoại hầu (畿外侯).
Dưới thời Bảo Đại, ông được tấn tặng làm Mỹ Hóa công (美化公), cải thụy thành Cung Túc (恭肅). Mộ của ông được táng tại phường Phú Nhuận, Huế.